# Pierre Bourge
Pour les articles homonymes, voir Bourge.
Pierre Bourge est un vulgarisateur français en astronomie né le 21 août 1921 à Saint-Aubin-de-Courteraie et mort le 21 juin 2013 à Mortagne-au-Perche.

## Formation
Au cours de ses études primaires, handicapé par une santé défaillante, il découvre l'astronomie dans le Manuel pratique d'astronomie publié par Lucien Rudaux. Dès 1934, il construit sa première lunette. Au début des années 1940, pour assurer son existence, il s'oriente vers une formation en horlogerie.

## Le monde de l'astronomie amateur
Au début des années 1940, il rejoint la Société astronomique de France fondée par Camille Flammarion en 1887. Réfractaire au STO, il se cache alors dans sa campagne.
Dès la fin de la guerre, il fonde la Société astronomique de Normandie et publie un bulletin, Le Ciel normand, ancêtre de la revue Ciel et fusées puis de Ciel et Espace.
Au milieu des années 1950, il réalise un observatoire amateur doté d'une coupole de 3,5 m à la Barbotte.
À partir de 1964, il entreprend la construction de l'observatoire astronomique d'Aniane, qui ouvrira ses portes en 1976 et qu'il dirigera jusqu'en 1982. Du milieu des années 1980 au milieu des années 1990, il publie Astro-Ciel revue d'astronomie pour amateurs bricoleurs.
Il organise également les rassemblements du col de la Chavade de 1985 à 2000.
Il est également l'initiateur des rassemblements EuroAstro, une rencontre entre astronomes amateurs au début puis avec accueil du public par la suite.
Dans la lignée de Camille Flammarion, de l'abbé Moreux, de Lucien Rudaux, il demeure le vulgarisateur de l'astronomie auprès de plusieurs générations d'amateurs qui ont construit leur instrument d'observation sur ses conseils.

## Publications
Parmi de très nombreux titres, on peut citer :
- À l'affut des étoiles, avec Jean Lacroux, Dunod  (ISBN 9782100507146)
- La Photographie astronomique d'amateur, avec Jean Dragesco et Yvon Dargery, éditions Paul Montel
- Mon télescope et mon observatoire, pourquoi pas ?, avec Jean-Marc Becker  (ISBN 9782904634031)
- Enfants terribles du Cosmos, éditions Amalthée  (ISBN 9782310002165)
- À la poursuite du Soleil, la construction du coronographe d'amateur, avec Pascal Mazereau, Eyrolles

## Divers
- L'astéroïde 13674 porte son nom en son honneur[8].
- Pierre Bourge a reçu le 19 juin 2013 la médaille d'honneur scientifique Pégase, distinction délivrée par le Laboratoire de Recherche sur la Foudre[9] (unité de recherche Pégase) pour l'ensemble de sa carrière et son action pour la vulgarisation des sciences.